# Keely Smith
Dorothy Jacqueline Keely, conhecida como Keely Smith (Norfolk, 9 de março de 1928 - Palm Springs, 16 de dezembro de 2017), foi um cantora norte-americana. Foi casada com Louis Prima.
Cantora de jazz e música popular, era descendente de irlandeses e índios Cherokees. Aos 11 anos de idade, já contava regularmente no "The Joe Brown Radio Gang", um programa de rádio em sua cidade natal. Aos 14 anos, era vocalista na banda de Saxie Dowell.
Na década de 1950, fez sucesso com a música "That Old Black Magic" que em 1959, na primeira edição do Grammy Awards, ganhou na categoria "Melhor Performance Vocal (grupo ou coral)". Em 2001, o seu álbum "Keely Sings Sinatra", também foi indicado ao Grammy, mas não conseguiu a estatueta.
Seus maiores sucesso na carreira, são: "Bei Mir Bist Du Schön", "I've Got You Under My Skin" e "That Old Black Magic".
No cinema, participou de alguns filmes como ela mesmo, cantando, em "Hey Boy! Hey Girl!" (1959), "Senior Prom" (1958) e "Thunder Road" (1958).
Keely Smith tem estrelas na "Palm Springs Walk of Stars" e na "Calçada da Fama" da Hollywood Boulevard.